# Cristian Sosa Ledesma
Cristian Sosa  (n. ita,  Paraguay; 8 de agosto de 1987) es un futbolista paraguayo. Juega como mediocampista y su equipo actual es el Club River Plate (kelito)

## Clubes
| Club              | País     | Año         |
| ----------------- | -------- | ----------- |
| Guaraní           | Paraguay | 2005 - 2011 |
| Rubio Ñu          | Paraguay | 2011 - 2012 |
| General Díaz      | Paraguay | 2013        |
| Olimpia           | Paraguay | 2014        |
| General Díaz      | Paraguay | 2014 - 2015 |
| Sol de América    | Paraguay | 2016 - 2017 |
| Club Nacional     | Paraguay | 2017        |
| Independiente     | Paraguay | 2018        |
| Deportivo Capiatá | Paraguay | 2019        |
| River Plate       | Paraguay | 2020 - 2021 |
| Independiente     | Paraguay | 2022        |